# Монтейро, Клаудия
Клаудия Монтейро (порт. Cláudia Monteiro; род. 8 мая 1961) — бразильская теннисистка. Член сборной Бразилии в Кубке Федерации, финалистка Открытого чемпионата Франции 1982 года в смешанном парном разряде, победительница трёх турниров тура Virginia Slims в парном разряде.

## Игровая карьера
В 1979 году, в 18 лет Клаудия Монтейро стала победительницей престижного южноамериканского молодёжного турнира Banana Bowl. В 1981 году она провела свои первые игры за сборную Бразилии в Кубке Федерации, а также впервые пробилась в финал профессионального турнира под эгидой Женской теннисной ассоциации (WTA) в парном разряде и сразу же завоевала свой первый титул на этом уровне. Это произошло в октябре на Открытом чемпионате Японии, где её партнёршей была более опытная бразильянка Патрисия Медраду.
За 1982 год Монтейро четырежды проигрывала в финалах турниров Avon World Championship Series, организованных WTA — каждый раз в паре с Медраду. Она также выиграла в одиночном разряде турнир дочернего тура Avon Futures в Гринвилле (Южная Каролина), а в паре с Медраду стала в марте победительницей итогового турнира этого тура. На Открытом чемпионате Франции, выступая в смешанном парном разряде с ещё одним бразильцем Кассиу Мотта, Монтейро добилась высшего успеха в карьере, став финалисткой турнира Большого шлема. По пути в финал бразильская пара победила соперников, сеяных под вторым и четвёртым номерами (соответственно, Кэти Риналди — Джимми Ариас и Лусия Романов — Шервуд Стюарт), а в финале уступила первой паре турнира Венди Тёрнбулл-Джон Ллойд. На Уимблдонском турнире того же года Монтейро показала с Медраду свой лучший результат на этом уровне в женских парах, добравшись до четвертьфинала. Бразильянки переиграли последовательно девятую пару турнира (Билли-Джин Кинг — Илана Клосс) и восьмую (Кэнди Рейнольдс — Пола Смит), в итоге уступив будущим победительницам турнира — посеянным первыми Мартине Навратиловой и Пэм Шрайвер.
В 1983 и 1984 годах Монтейро добавила в копилку наград ещё два титула в женском парном разряде в турнирах основного тура WTA (оба — с южноафриканской теннисисткой Ивонн Вермак), а в одиночном единственный раз добралась на этом уровне до финала — в 1983 году в Питтсбурге, обыграв по пути посеянную четвёртой Бетси Нагельсен. Она продолжала активно выступать ещё три года, завершив игровую карьеру в начале 1988 года. За время выступлений за команду Бразилии Монтейро одержала 6 побед в 13 играх в одиночном разряде и 10 побед в 13 играх в парах (большинство — в паре с Медраду). Хотя официальный сайт WTA содержит данные о положении Монтейро в рейтинге лишь за 1985-87 годы, справочная теннисная литература в Бразилии сообщает, что высшим местом Монтейро в рейтинге было 72-е в конце 1982 года; таким образом, с начала Открытой эры в теннисе она является третьей из всех бразильских теннисисток по месту в рейтинге после Нейже Диас (31-я или 32-я) и Патрисии Медраду (48-я).

## Участие в финалах турниров Большого шлема за карьеру (1)

### Смешанный парный разряд (1)
Поражение (1)
| Результат | Год  | Турнир                     | Партнёр      | Соперники в финале        | Счёт в финале |
| --------- | ---- | -------------------------- | ------------ | ------------------------- | ------------- |
| Поражение | 1982 | Открытый чемпионат Франции | Кассиу Мотта | Венди Тёрнбулл Джон Ллойд | 2-6, 6-78     |

## Финалы турниров Virginia Slims за карьеру

### Одиночный разряд (0+1)
| Результат | Дата         | Турнир         | Покрытие | Соперница в финале | Счёт в финале |
| --------- | ------------ | -------------- | -------- | ------------------ | ------------- |
| Поражение | 7 марта 1983 | Питтсбург, США | Ковёр(i) | Джинни Перди       | 2-6, 5-7      |

### Парный разряд (3+5)
| Результат | №  | Дата             | Турнир                           | Покрытие | Партнёрша        | Соперницы в финале                | Счёт в финале  |
| --------- | -- | ---------------- | -------------------------------- | -------- | ---------------- | --------------------------------- | -------------- |
| Победа    | 1. | 19 октября 1981  | Открытый чемпионат Японии, Токио | Ковёр(i) | Патрисия Медраду | Барбара Джордан Роберта Маккаллум | 6-3, 3-6, 6-2  |
| Поражение | 1. | 4 января 1982    | Форт-Майерс, Флорида, США        | Хард     | Патрисия Медраду | Марджори Блэквуд Сьюзан Лео       | 6-2, 1-6, 2-6  |
| Поражение | 2. | 5 июля 1982      | Гамбург, ФРГ                     | Грунт    | Патрисия Медраду | Лена Сандин Элизабет Экблом       | 6-7, 3-6       |
| Поражение | 3. | 12 июля 1982     | Монте-Карло, Монако              | Грунт    | Патрисия Медраду | Вирджиния Рузичи Катрин Танвье    | 6-7, 2-6       |
| Поражение | 4. | 26 июля 1982     | Сан-Диего, США                   | Хард     | Патрисия Медраду | Кэти Джордан Пола Смит            | 3-6, 7-5, 6-7  |
| Победа    | 2. | 12 сентября 1983 | Солт-Лейк-Сити, США              | Хард     | Ивонн Вермак     | Аманда Браун Бренда Ремилтон-Уорд | 6-1, 3-6, 6-4  |
| Победа    | 3. | 30 января 1984   | Индианаполис, США                | Ковёр(i) | Ивонн Вермак     | Беверли Моулд Элизабет Сэйерс     | 6-73, 6-4, 7-5 |
| Поражение | 5. | 23 апреля 1985   | Дурбан, ЮАР                      | Хард     | Беверли Моулд    | Марси Луи Анна-Мария Фернандес    | 5-7, 7-5, 1-6  |